# Wallows
Wallows é uma banda norte-americana de rock alternativo formada em 2017, em Los Angeles. Atualmente a banda é formada por Dylan Minnette, Braeden Lemasters e Cole Preston. Eles começaram a lançar singles independentemente em abril de 2017 começando com "Pleaser", que alcançou o número dois na parada Global Viral 50 do Spotify. Em 2018, eles assinaram um contrato com a gravadora Atlantic Records e lançaram seu EP de estreia, Spring. O álbum de estreia, Nothing Happens, foi lançado em 2019 e incluiu o single "Are You Bored Yet?".

## Membros
- Dylan Minnette - vocais, backing vocal, guitarra rítmica, piano, baixo
- Braeden Lemasters - vocais, guitarra solo, backing vocal, baixo
- Cole Preston - bateria, percussão, piano, teclado, guitarra ocasional, baixo ocasional backing vocal

## Discografia

### Álbuns
| Título                 | Detalhes                                                                                                  | Melhor posição paradas musicais |
| Título                 | Detalhes                                                                                                  | EUA                             |
| ---------------------- | --- | ------------------------------- |
| Nothing Happens        | - Lançamento: 22 de março de 2019 - Gravadora: Atlantic - Formatos: Download digital, CD, cassette, vinil | 75                              |
| Tell Me That It's Over | - Lançamento: 25 de março de 2022 - Gravadora: Atlantic - Formatos: Download digital, CD, cassette, vinil | -                               |

### EPs
| Título                           | Detalhes | Melhor posição paradas musicais |
| Título                           | Detalhes | EUA                             |
| -------------------------------- | --- | ------------------------------- |
| The Narwhals (como The Narwhals) | - Lançamento: 10 de outubro de 2014 - Gravadora: independente - Formats: streaming                                  | —                               |
| Spring                           | - Lançamento: 6 de abril de 2018 (Estados Unidos) - Gravadora: Atlantic - Formatos: download digital, LP, CD, vinil | —                               |
| Remote                           | - Lançamento: 23 de outubro de 2020 - Gravadora: Atlantic - Formatos: Download digital, streaming, LP, CD, vinil    | 129                             |

- Singles

| Título                                                                                          | Ano  | Melhor posição paradas musicais | Melhor posição paradas musicais | Melhor posição paradas musicais | Melhor posição paradas musicais | Melhor posição paradas musicais | Melhor posição paradas musicais | Melhor posição paradas musicais | Certificações                                          | Álbum             |
| Título                                                                                          | Ano  | EUA Bub.                        | EUA Alt.                        | EUA Rock                        | CAN Rock                        | IRL                             | MEX                             | RU                              | Certificações                                          | Álbum             |
| ----------------------------------------------------------------------------------------------- | ---- | ------------------------------- | ------------------------------- | ------------------------------- | ------------------------------- | ------------------------------- | ------------------------------- | ------------------------------- | ------------------------------------------------------ | ----------------- |
| "Pleaser"                                                                                       | 2017 | —                               | —                               | —                               | —                               | —                               | —                               | —                               |                                                        | Singles sem álbum |
| "Sun Tan"                                                                                       | 2017 | —                               | —                               | —                               | —                               | —                               | —                               | —                               |                                                        | Singles sem álbum |
| "Uncomfortable"                                                                                 | 2017 | —                               | —                               | —                               | —                               | —                               | —                               | —                               |                                                        | Singles sem álbum |
| "Pulling Leaves Off Trees"                                                                      | 2017 | —                               | —                               | —                               | —                               | —                               | —                               | —                               |                                                        | Singles sem álbum |
| "Pictures of Girls"                                                                             | 2018 | —                               | 39                              | —                               | —                               | —                               | —                               | —                               |                                                        | Spring            |
| "These Days"                                                                                    | 2018 | —                               | —                               | —                               | —                               | —                               | —                               | —                               |                                                        | Spring            |
| "Underneath the Streetlights in the Winter Outside Your House"                                  | 2018 | —                               | —                               | —                               | —                               | —                               | —                               | —                               |                                                        | Singles sem álbum |
| "1980s Horror Film II"                                                                          | 2018 | —                               | —                               | —                               | —                               | —                               | —                               | —                               |                                                        | Singles sem álbum |
| "Drunk on Halloween"                                                                            | 2018 | —                               | —                               | —                               | —                               | —                               | —                               | —                               |                                                        | Singles sem álbum |
| "Are You Bored Yet?" (com Clairo)                                                               | 2019 | 12                              | 2                               | 7                               | 37                              | 59                              | 15                              | 65                              | - RIAA: platina - ARIA: ouro - BPI: ouro - MC: platina | Nothing Happens   |
| "Scrawny"                                                                                       | 2019 | —                               | —                               | —                               | —                               | —                               | —                               | —                               |                                                        | Nothing Happens   |
| "Sidelines"                                                                                     | 2019 | —                               | —                               | —                               | —                               | —                               | —                               | —                               |                                                        | Nothing Happens   |
| "Trust Fall" / "Just Like a Movie"                                                              | 2019 | —                               | —                               | —                               | —                               | —                               | —                               | —                               |                                                        | Single sem álbum  |
| "OK"                                                                                            | 2020 | —                               | —                               | 28                              | —                               | —                               | —                               | —                               |                                                        | Single sem álbum  |
| "Nobody Gets Me (Like You)"                                                                     | 2020 | —                               | —                               | —                               | —                               | —                               | —                               | —                               |                                                        | Remote            |
| "Virtual Aerobics"                                                                              | 2020 | —                               | —                               | —                               | —                               | —                               | —                               | —                               |                                                        | Remote            |
| "—" indica lançamentos que não chegaram às paradas musicais ou não foram lançados naquele país. |      |                                 |                                 |                                 |                                 |                                 |                                 |                                 |                                                        |                   |

## Prêmios e indicações
| Ano  | Prêmio                  | Categoria                                  | Indicação            | Resultado | Ref.          |
| ---- | ----------------------- | ------------------------------------------ | -------------------- | --------- | ------------- |
| 2020 | MTV Europe Music Award  | Melhor Artista Push                        | Eles mesmos          | Indicado  | [ 18 ] [ 19 ] |
| 2021 | iHeartRadio Music Award | Artista Revelação de Rock/Rock Alternativo | Eles mesmos          | Indicado  | [ 20 ]        |
| 2021 | MTV Video Music Award   | Performance Push do Ano                    | "Are You Bored Yet?" | Indicado  | [ 21 ]        |